# Вороньи Горки
Вороньи Горки — деревня в Ефимовском городском поселении Бокситогорского района Ленинградской области.

## История
Деревня Горка упоминается на карте Новгородского наместничества 1792 года А. М. Вильбрехта.
Деревня Горка обозначена на семитопографической карте Новгородской губернии 1847 года.

ГОРОЧКА (ГОРКА, ВОРОНАЯ ГОРКА) — деревня Труфановского общества прихода села Озерева. 

Крестьянских дворов — 9. Строений — 17, в том числе жилых — 10. 

Число жителей по семейным спискам 1879 г.: 20 м. п., 21 ж. п.; по приходским сведениям 1879 г.: 17 м. п., 19 ж. п.

В конце XIX — начале XX века деревня административно относилась к Тарантаевской волости 5-го земского участка 3-го стана Тихвинского уезда Новгородской губернии.

ГОРКА (ГОРОЧКА, ВОРОНАЯ ГОРКА) — деревня Труфановского общества, число дворов — 8, число домов — 13, число жителей: 20 м. п., 22 ж. п.; Занятия жителей: земледелие, лесные заработки. Речка Тушемелька. (1910 год)

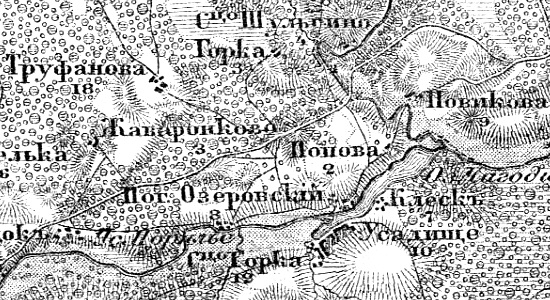
Деревня Вороньи Горки на карте 1912 года

Согласно карте Новгородской губернии 1912 года деревня называлась Горка и насчитывала 3 крестьянских двора.
Согласно карте Ленинградской области Северо-западного аэрогеодезического треста ГГУ издания 1932 года деревня называлась Горка и насчитывала 6 крестьянских дворов.
По данным 1966 года деревня называлась Воронячьи Горки и входила в состав Озеревского сельсовета Бокситогорского района.
По данным 1973 года деревня называлась Вороньи Горки и также входила в состав Озеревского сельсовета.
По данным 1990 года деревня Вороньи Горки входила в состав Климовского сельсовета.
В 1997 году в деревне Вороньи Горки Климовской волости проживали 7 человек, в 2002 году — 9 человек (все русские).
В 2007 году в деревне Вороньи Горки Климовского СП проживали 7 человек, в 2010 году — 8.
В мае 2019 года Климовское сельское поселение вошло в состав Ефимовского городского поселения.

## География
Деревня расположена в южной части района близ автодороги 41К-030 (Красная Речка — Турандино).
Расстояние до деревни Климово — 7 км.
Расстояние до ближайшей железнодорожной станции Ефимовская — 39 км. 
Деревня находится на правом берегу реки Тушемелька.

## Демография
| 1997 | 2002 | 2007 | 2010 | 2017 |
| ---- | ---- | ---- | ---- | ---- |
| 7    | ↗9   | ↘4   | ↗8   | ↘6   |

### Национальный состав
Согласно данным Всероссийской переписи населения 2021 года в деревне проживали 5 человек, из них:
 русские — 2 человека, остальные национальность не указали.

## Инфраструктура
На 1 января 2013 года в деревне числилось 3 домохозяйства.